# Euphrasia alii
Euphrasia alii är en snyltrotsväxtart som beskrevs av Mohammad Qaiser och Siddiqui. Euphrasia alii ingår i släktet ögontröster, och familjen snyltrotsväxter. Inga underarter finns listade i Catalogue of Life.